# Боливија на Светском првенству у атлетици у дворани 2014.
Боливија је учествовала на 15. Светском првенству у атлетици у дворани 2014. одржаном у Сопоту од 7. до 9. марта тринаести пут. Репрезентацију Боливије представљао је један атлетичар, који се такмичио у трци на 60 метара препоне.,
На овом првенству Боливија није освојила ниједну медаљу али је остварен национални рекорд.

## Учесници
Мушкарци:
- Nelson Camilo Acebey — 60 м препоне

## Резултати

### Мушкарци
| Атлетичар            | Дисциплина   | Лични рекорд | Квалификација | Квалификација | Полуфинале           | Полуфинале           | Финале               | Финале      | Детаљи |
| Атлетичар            | Дисциплина   | Лични рекорд | Резултат      | Место         | Резултат             | Место                | Резултат             | Место       | Детаљи |
| -------------------- | ------------ | ------------ | ------------- | ------------- | -------------------- | -------------------- | -------------------- | ----------- | ------ |
| Nelson Camilo Acebey | 60 м препоне |              | 8,48 НР       | 8. у гр. 2    | Није се квалификовао | Није се квалификовао | Није се квалификовао | 28 / 29(31) |        |